# ニーノ・サンツォーニョ
ニーノ・サンツォーニョ（Nino Sanzogno, 1911年4月13日 - 1983年5月4日）はイタリアの指揮者。

## 経歴
ヴェネツィアに生まれ、生地のベネツィア音楽院でメツィオ・アゴスティーニとジャン・フランチェスコ・マリピエロに師事し、ヴァイオリンをアントニオ・グアルニエリに師事した。
その後、ウィーンでヘルマン・シェルヘンの薫陶を受け、1937年にフェニーチェ座の指揮者になった。
1939年には、ミラノ・スカラ座の指揮台に立った。スカラ座では、ダリウス・ミヨー、フランシス・プーランクはもとより、アルバン・ベルクやルイージ・ダッラピッコラ、ウィリアム・ウォルトンやベンジャミン・ブリテンら、近現代の作曲家のオペラを積極的に紹介したことで知られている。
1955年にはミラノ・ピッコラ・スカラを創設し、ニコロ・ピッチンニやジョヴァンニ・パイジエッロ、ドメニコ・チマローザらのオペラの蘇演などを積極的に行った。1957年には、ミラノ・ピッコラ・スカラを率いてエディンバラ音楽祭に参加している。
ミラノにて没。